# Pterolepis elymica
Pterolepis elymica is een rechtvleugelig insect uit de familie sabelsprinkhanen (Tettigoniidae). De wetenschappelijke naam van deze soort is voor het eerst geldig gepubliceerd in 1980 door Galvagni & Massa.
1. ↑  (en) Pterolepis elymica op de IUCN Red List of Threatened Species.